# Talaromyces udagawae
Talaromyces udagawae är en svampart som beskrevs av Stolk & Samson 1972. Talaromyces udagawae ingår i släktet Talaromyces och familjen Trichocomaceae.   Inga underarter finns listade i Catalogue of Life.